# Franko Lastro
Franko Lastro (* 13. April 2003 in Wien) ist ein Handballspieler.

## Karriere
Franko Lastro begann in seiner Jugend bei WAT Fünfhaus Handball zu spielen. Mit den Wienern gewann er in der Altersstufe unter 14 Jahren den Staatsmeistertitel. 2018/19 wechselte der Linkshänder in die Jugend der SG Handball West Wien. Seine ersten Einsätze in der ersten Mannschaft hatte er 2020/21 im ÖHB-Cup. Seit der Saison 2021/22 lief Lastro für die SG in der Handball Liga Austria auf. Außerdem nahm der Außenspieler 2021/22 am EHF European Cup teil und sammelte damit erstmals Erfahrung in einem internationalen Bewerb. Für die Saison 2021/22 wurde Lastro von der Liga als "Newcomer des Jahres" ausgezeichnet, der Gewinner wurde mittels Fan-Voting ermittelt. Im Februar 2023 unterschrieb Lastro einen, ab der Saison 2023/24 gültigen, Vertrag bei Frisch Auf Göppingen. 2022/23 sicherte sich Lastro mit der SG Handball Westwien den Meistertitel in der Handball Liga Austria.
Er gehörte zum festen Stamm des ÖHB-Nachwuchses. 2021 wurde Lastro erstmals für einen Lehrgang der österreichischen Handballnationalmannschaft einberufen. Bei der Weltmeisterschaft 2025 warf er neun Tore in sechs Spielen und belegte mit der Auswahl den 17. Platz.
Lastro besuchte das Gymnasium Auf der Schmelz in Wien.

## Erfolge
- SG Handball Westwien
  - 1 × Österreichischer Meister 2022/23